# Sriwijaya Air
Sriwijaya Air ist eine indonesische Fluggesellschaft mit Sitz in Jakarta und Basis auf dem Flughafen Soekarno-Hatta.

## Geschichte
Die Gesellschaft wurde 2003 gegründet, ihr Name ist eine Anlehnung an das alte Srivijaya-Reich. Mit NAM Air besitzt Sriwijaya Air eine Zubringergesellschaft.
Am 9. November 2018 verkündete Garuda Indonesia die Übernahme von Sriwijaya Air durch die Tochtergesellschaft Citilink.
Im Herbst 2019 wurde bekannt, dass Sriwijaya Air bei einer Tochterfirma von Garuda Indonesia, der Wartungsfirma PT Garuda Maintenance Facility Aeroasia, Schulden in Höhe von 57,44 Millionen US-Dollar hatte. Es wurde beabsichtigt, diese Schulden in Form von Aktien zu begleichen. Es bestanden auch Schulden gegenüber anderen Unternehmen. Im November 2019 wurde die Zusammenarbeit von Seiten PT Garuda Maintenance Facility Aeroasia beendet.
Wegen Zweifeln an der indonesischen Flugaufsicht verhängte die Europäische Kommission zeitweise über alle Fluggesellschaften aus Indonesien ein Betriebsverbot in der Europäischen Union. Davon war auch Sriwijaya Air betroffen.

## Flugziele
Sriwijaya Air bietet viele nationale Ziele und drei internationale Ziele an, diese sind Dili, Singapur und Penang.

## Flotte
Mit Stand März 2025 besteht die Flotte der Sriwijaya Air aus sechs Flugzeugen mit einem Durchschnittsalter von 20,2 Jahren:
| Flugzeugtyp    | Anzahl | bestellt | Anmerkungen                          | Sitzplätze (Business/Economy) | Durchschnittsalter (März 2025) |
| -------------- | ------ | -------- | ------------------------------------ | ----------------------------- | ------------------------------ |
| Boeing 737-500 | 2      |          | 1 inaktiv; mit Winglets ausgestattet | 120 (8/112)                   | 30,6 Jahre                     |
| Boeing 737-800 | 5      |          | 1 inaktiv; mit Winglets ausgestattet | 189 (-/189)                   | 16,0 Jahre                     |
| Gesamt         | 7      | -        |                                      |                               | 20,2 Jahre                     |

### Ehemalige Flotte
Zuvor betrieb Sriwijaya Air unter anderem auch folgende Flugzeugtypen:
- Boeing 737-200
- Boeing 737-300
- Boeing 737-400
- Boeing 737-900ER

## Zwischenfälle

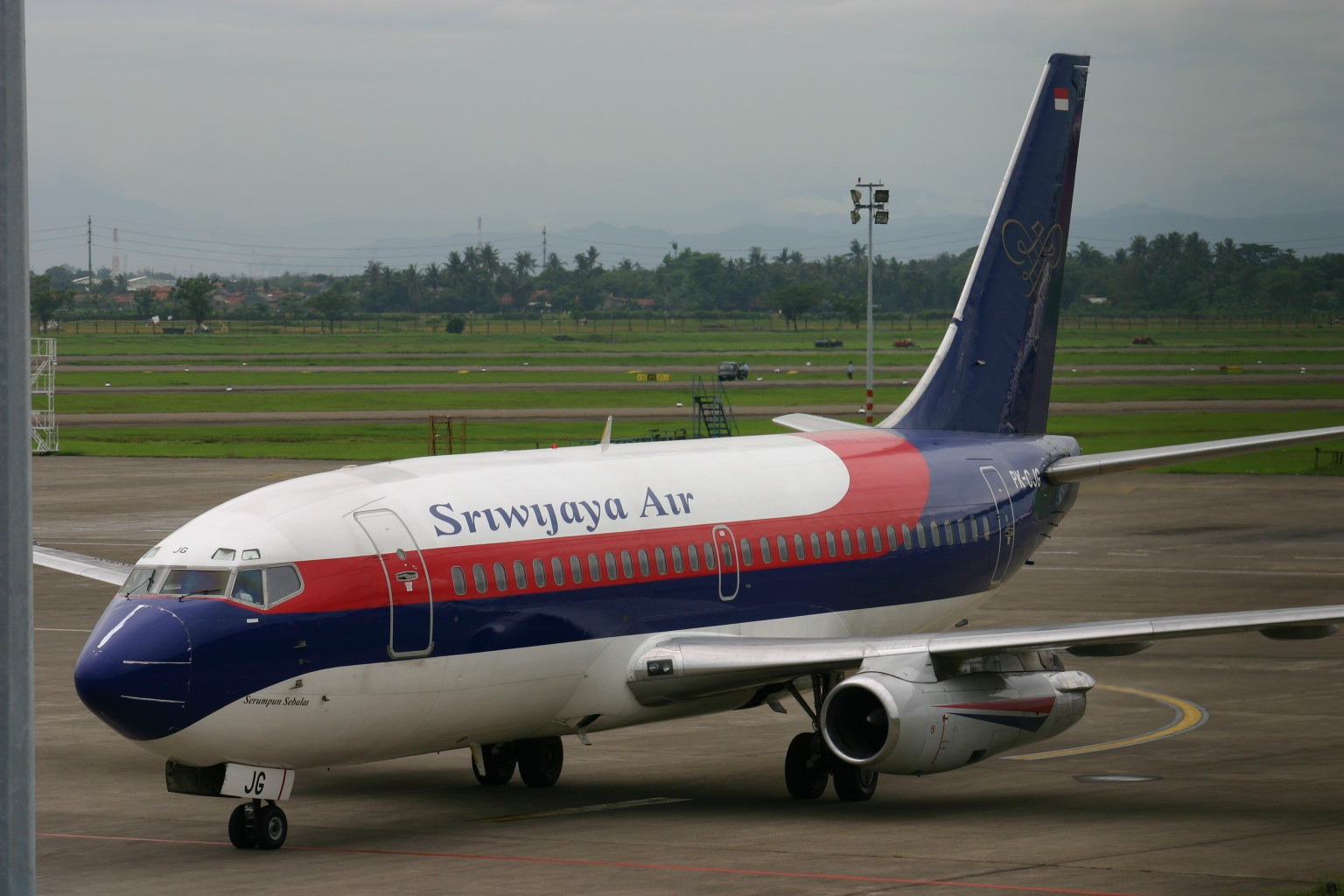
Die am 27. August 2008 verunglückte Boeing 737-200 (Kennzeichen PK-CJG)

Sriwijaya Air verzeichnete in ihrer Geschichte vier Zwischenfälle mit Totalverlusten der Flugzeuge. Bei einem Zwischenfall wurde am Boden eine Person getötet:

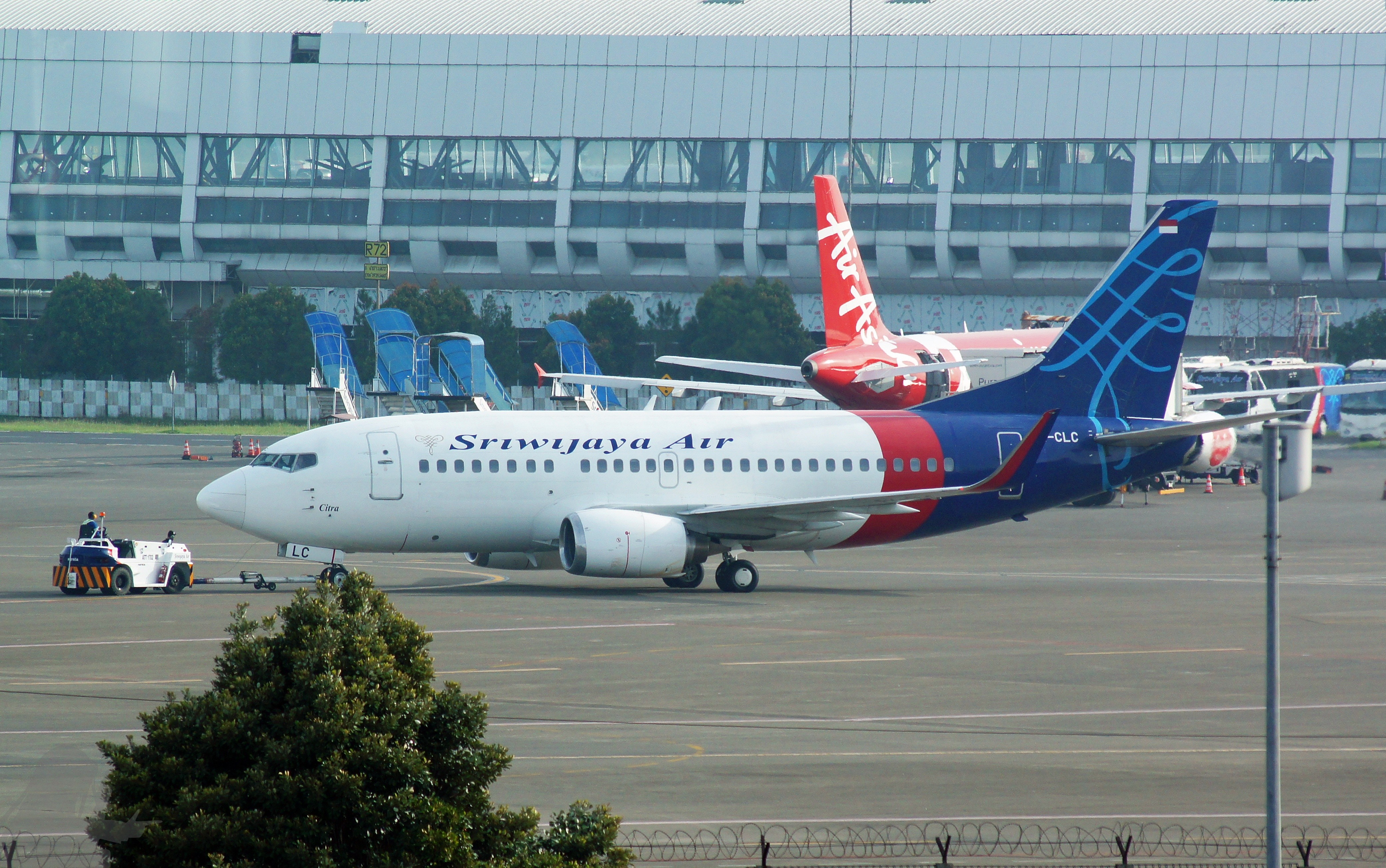
Die am 9. Januar 2021 verunglückte Boeing 737-524 (Kennzeichen PK-CLC)

- Am 27. August 2008 verunglückte eine Boeing 737-200 (Kennzeichen PK-CJG) mit 124 Passagieren und sechs Mann Besatzung an Bord unterwegs von Jakarta nach Jambi. Beim Anflug auf Jambi fiel in 1600 Fuß Höhe das Hydrauliksystem A aus, und obwohl genügend Zeit für einen Fehlanflug zur Verfügung stand, um das zugehörige Notverfahren abzuarbeiten und die Landestrecke zu berechnen, entschied sich der Pilot für eine direkte Landung. Die Boeing 737-200 kam 120 Meter hinter dem Ende der Landebahn zum Stillstand. Dabei wurden zwei Bauern, die dort arbeiteten, verletzt und ein dritter getötet. Das Flugzeug wurde irreparabel beschädigt.[7]

- Am 20. Dezember 2011 verunglückte eine Boeing 737-300 (Kennzeichen PK-CKM) mit 131 Passagieren und sechs Mann Besatzung an Bord unterwegs von Jakarta nach Yogyakarta. Bei der Landung bemerkte der Pilot, dass das Flugzeug nicht mehr rechtzeitig vor dem Ende der Landebahn stoppen würde und steuerte das Flugzeug nach links. Dabei kollabierten das vordere und linke Fahrwerk des Flugzeuges. Bei der Evakuierung verletzten sich zahlreiche Passagiere. Die Boeing 737-300 musste abgeschrieben werden.[8]

- Am 1. Juni 2012 verunglückte eine Boeing 737-400 (Kennzeichen PK-CJV) mit 155 Passagieren und acht Mann Besatzung an Bord unterwegs von Jakarta nach Pontianak. Bei starkem Regenfall kam das Flugzeug bei der Landung von der Landebahn ab, das vordere Fahrwerk versank im weichen Boden und kollabierte. Das Flugzeug musste abgeschrieben werden.[9]

- Am 9. Januar 2021 ging der Kontakt zu einer Boeing 737-524 (Kennzeichen PK-CLC, Flug SJ 182) kurz nach dem Start vom Flughafen Soekarno-Hatta verloren. Die Maschine war auf dem Weg nach Pontianak. An Bord waren 56 Passagiere und sechs Besatzungsmitglieder.[10][11] Später wurde vom Regierungschef des Bezirkes Seribu bestätigt, dass ein Fischer den Absturz beobachtet habe.[12]

## Tiertransporte
Die Fluggesellschaft führt im Auftrag indonesischer Wanderzirkusse den Transport von Delfinen an den jeweiligen Auftrittsort durch.

## Siehe auch

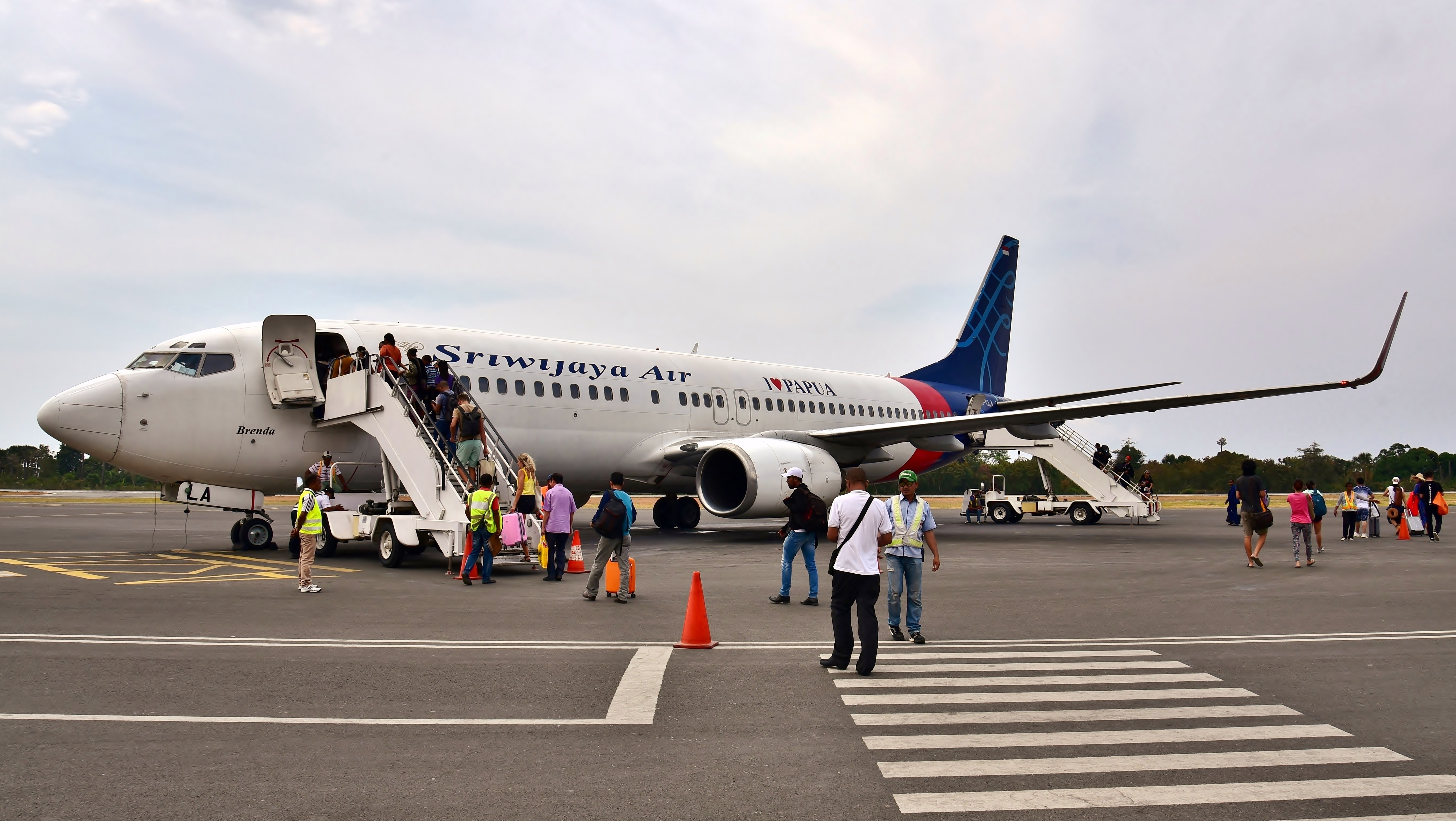
737 der Sriwijaya Air in Dili